# Phường 1, Quận 3
Phường 1 là một phường cũ thuộc Quận 3, Thành phố Hồ Chí Minh, Việt Nam.
Phường 1 có diện tích 0,15 km², dân số năm 2021 là 13.701 người,  mật độ dân số đạt 91.340 người/km².